# Ракурс (газета)
«Ра́курс» — еженедельная газета на русском языке в Латвии, дружественная партии ЗаПЧЕЛ, выходила с 2003 года по 2010 год.
«Ракурс» выходил в свет с 9 мая 2003 года, это — одна из газет, возникших после закрытия в феврале 2003 г. ежедневной газеты «Панорама Латвии». Издавались также региональные выпуски в городах Лиепая, Даугавпилс, Елгава и Краслава.
Главным редактором с самого начала выхода газеты был Александр Шохат, его заместителем позднее стала Людмила Нукневич. Издатель — ООО «Averti-R». Известные журналисты «Ракурса»: ранее работавшие в «ПЛ» Александр Гурин и Гарри Гайлит, а также Александр Шамров.
Дважды за время существования издания его журналисты становились лауреатами конкурса российского посольства в Латвии «Янтарное перо», проводимого среди иностранных журналистов, на лучшую публикацию о России и латвийско-российских отношениях. В рамках конкурса «Янтарное перо – 2006» был награждён Александр Гурин, за историческое исследование под названием «Андрей Болконский – потомок Лачплесиса». А в рамках конкурса «Янтарное перо – 2007» — Александр Шамров, за серию художественно-публицистических очерков о судьбах русских беженцев и «эмигрантов поневоле», оказавшихся в результате распада СССР за границами России и об обусловленных этим психологических и социальных проблемах. Серия очерков была написана на материале, собранном в Латвии, в Литве и в Калининградской области РФ. 
Газета «Ракурс» выходила по субботам, на 24 полосах (ранее 12, затем 20). Тираж в декабре 2010 г. — 6950 экземпляров, число подписчиков в начале 2010 года — 1167.